# Luigi Canali (partigiano)
(Luigi Canali)
Luigi Pietro Canali, nome di battaglia Neri ma comunemente chiamato Capitano Neri (Como, 16 marzo 1912 – 7 maggio 1945, presumibilmente), è stato un partigiano ed esperantista italiano intellettuale, attivo militante comunista e antifascista. Fu Capo di stato maggiore della 52ª Brigata Garibaldi "Luigi Clerici", vice Comandante del Raggruppamento Brigate d'Assalto Garibaldi Lombardia del Comasco e della bassa Valtellina e Comandante della 1ª Divisione Garibaldi.
Ebbe un ruolo di primo piano durante i "fatti di Dongo" e nell'esecuzione di Mussolini il 28 aprile 1945. Secondo alcune versioni è ritenuto colui che scaricò due colpi di pistola di grazia sul corpo ormai agonizzante del Duce.

## Biografia

### La giovinezza e la partecipazione alla Guerra d'Etiopia e alla spedizione in Russia
Luigi Pietro Canali nasce a Como in via Rienza il 16 marzo 1912 in una famiglia modesta e progressista. Suo padre Edoardo è infermiere, la madre Maddalena Zanoni tessitrice. A quindici anni trova lavoro come apprendista contabile in una piccola azienda, ma continua gli studi per corrispondenza per poter ottenere il diploma di ragioniere. Conosce discretamente il francese e l'inglese e si applica allo studio dell'esperanto. A sedici anni si trasferisce come impiegato alla Società Funicolare Como-Brunate.
Nel 1935 viene chiamato alle armi e destinato al fronte etiopico dove rimarrà fino al luglio 1938 come sergente radiotelegrafista della 74ª Compagnia del Genio militare di stanza ad Amba Alagi. Il 22 aprile 1936 scrive alla madre:
Al rientro dall'Africa trova lavoro presso la società idroelettrica "Comacina", ottiene il diploma di ragioniere alle scuole serali e si iscrive alla facoltà di Economia e Commercio, riuscendo a superare con successo alcuni esami. Durante il conflitto mondiale viene inviato sul fronte russo come capitano del Genio. Qui tenta, senza riuscirci, di formare una banda partigiana antifascista con alcuni commilitoni. Rientra in Italia con gli ultimi contingenti il 26 luglio 1943 ed il giorno dell'armistizio è a Como in licenza.

### Canali comandante partigiano
Canali aderisce al PCI di cui diventerà nel settembre 1943 rappresentante del partito nel CLN comasco, nel giugno 1944 Capo della Giunta militare del CVL e responsabile militare provinciale all'interno del movimento resistenziale, di cui sarà il principale organizzatore, dimostrando straordinarie doti politiche e militari. Assumendo il nome di battaglia di "Capitano Neri"; insieme a Luigi Clerici, Elio Zampiero, Pietro Terzi, Renato Morandi fonda la 52ª Brigata Garibaldi. Quando Luigi Clerici viene arrestato e ucciso dai fascisti, Canali ne assume il comando, aggiungendo al nome della formazione quello del compagno ucciso.
Il 27 settembre 1943 sposa Giovanna Martinelli e ha una figlia, Luisella. Il 4 agosto 1944 viene nominato comandante di Brigata, nel settembre 1944 vice comandante del Raggruppamento Divisioni Brigate d'assalto Garibaldi Lombardia del Comasco e della bassa Valtellina, il mese successivo comandante della 1ª Divisione Garibaldi che si trovava in una grave crisi organizzativa e in seguito vice comandante del Raggruppamento lombardo Divisioni d'assalto Garibaldi.
Nel settembre 1944, il comando garibaldino di Milano gli affianca la staffetta Giuseppina Tuissi "Gianna" per i collegamenti tra i reparti. "Neri" e la Tuissi sono arrestati il 7 gennaio 1945, alla vigilia di un'importante e delicata missione a Lugano, a Villa di Lezzeno dagli uomini della 11ª Brigata Nera "Cesare Rodini", portati in carcere a Como e crudelmente torturati. Successivamente il capitano Neri riesce a fuggire dal carcere di Como-Borghi e "Gianna" è rilasciata. In seguito alla fuga, Paolo Porta, con lo scopo di screditarlo presso il Comando delle Brigate Garibaldi, farà circolare la voce del suo tradimento.
Il 25 febbraio 1945, in un retrobottega milanese, si riunisce un tribunale del popolo istituito dalla delegazione per la Lombardia del comando generale delle Brigate Garibaldi e presieduto da Amerigo Clocchiatti "Ugo". Pietro Vergani "Fabio" assume il ruolo di pubblico accusatore dei due partigiani, in un sommario processo e viene emessa una sentenza di condanna a morte per tradimento. I garibaldini comaschi però, conoscendo il loro capitano e la sua staffetta, non sono dell'idea di rendere esecutiva la condanna, tanto che i due, dopo diverse peripezie, ritornano il 21 aprile tra i compagni di lotta che li accolgono e, poiché il grado di capitano era stato assunto da Pier Luigi Bellini delle Stelle "Pedro", nominano Luigi Canali Capo di stato maggiore della 52ª Brigata, carica del tutto inusuale tra le brigate Garibaldi. Al Comando generale non resta che prenderne atto.

### Arresto e uccisione di Mussolini e Clara Petacci

#### L'arresto e la custodia di Mussolini
Il 27 aprile 1945, a Musso, "Neri" partecipa alle delicate trattative con i comandanti di una colonna motorizzata tedesca in ritirata verso il nord, in quanto la forza del nucleo dei partigiani del posto di blocco è decisamente inferiore a quella dei tedeschi. Le trattative si concludono con un accordo: i tedeschi avrebbero potuto proseguire subordinatamente alla consegna dei fascisti al loro seguito, al successivo posto di blocco di Dongo, dopo alcuni chilometri. Tra i catturati, il partigiano Urbano Lazzaro riconosce e arresta Benito Mussolini; al suo seguito, l'amante Claretta Petacci e sei ministri della Repubblica di Salò, oltre a numerose altre personalità.
In attesa di decisioni in merito, e temendo per la sua incolumità, l'ex duce è trasferito nella caserma della Guardia di Finanza di Germasino, un paesino sopra Dongo. Nello stesso tempo, i prigionieri rimasti a Dongo, vengono interrogati e schedati dal "Capitano Neri" e separati in tre gruppi distinti: alcuni vengono trasferiti anch'essi a Germasino, i ministri rimangono rinchiusi nei locali del municipio e altri distribuiti nell'ex caserma del carabinieri e in case private. "Gianna" esegue l'inventario di tutti gli ingenti valori e beni, e documenti sequestrati ai componenti della colonna.
Alle 23:30 Mussolini viene condotto in cella per la notte ma, all'1:00, viene svegliato e fatto salire su una vettura, con il capo fasciato per non essere riconosciuto. Di nuovo a Dongo, Mussolini è riunito alla Petacci, su richiesta di quest'ultima; poi, i due prigionieri sono fatti salire su due vetture, con a bordo anche "Pedro", il partigiano Michele Moretti "Pietro", il Capitano Neri e la Tuissi '"Gianna'" Sandrino e condotti verso il basso lago.
Neri, d'accordo con Moretti, è del parere di trasferire Mussolini in una baita a Brunate, sopra Como, per consegnarlo alle forze alleate inglesi presso cui aveva avuto riparo durante la fuga dal carcere. Giunti a Brienno, tuttavia, ci si rende conto che è troppo rischioso procedere oltre. L'intenzione di "Pedro" è invece di porre in salvo Mussolini, essendo stato contattato dal tenente colonnello Sardagna, rappresentante del CVL a Como - su ordine del comandante generale Raffaele Cadorna - che aveva predisposto un traghettamento del prigioniero dal molo di Moltrasio sino alla villa superprotetta sul Lago di Como dell'industriale Remo Cademartori. "Pedro" riesce quindi a convincere il gruppo a dirigersi verso Moltrasio, ma, giunti sul molo, non viene rinvenuta nessuna imbarcazione.
Intorno alle ore 3:00 di notte del 28 aprile, Mussolini e la Petacci sono quindi fatti scendere e alloggiare a Bonzanigo, una frazione di Mezzegra, presso una famiglia di conoscenti di lunga data del Capitano Neri (casa De Maria) e di cui il capo partigiano si fida ciecamente. Due partigiani sono incaricati del piantonamento notturno.

#### La fucilazione
Alle 14:10 del 28 aprile, l'ufficiale del comando generale del CVL, Walter Audisio colonnello Valerio, e l'ispettore del comando generale delle Brigate Garibaldi, Aldo Lampredi Guido, giungono a Dongo, con il supporto di quattordici partigiani, agli ordini del comandante Alfredo Mordini "Riccardo", ispettore politico della 3ª Divisione Garibaldi-Lombardia "Aliotta", e di Orfeo Landini "Piero".
A Dongo "Valerio" si incontra con il comandante Pier Luigi Bellini delle Stelle, comunicandogli di aver avuto l'ordine di fucilare Mussolini e gli altri prigionieri dal CNL di Milano. Dopo aver preso visione delle credenziali, e ritenendole sufficienti, "Pedro" - presenti Neri e Moretti - gli rilascia il suo consenso.
Alle 15:15 "Valerio" si muove da Dongo con una Fiat 1100 nera verso Mezzegra, distante 21 km, più a sud, dove - in frazione Bonzanigo - l'ex dittatore è prigioniero. Sono con lui Aldo Lampredi "Guido" e Michele Moretti “Gatti”, che conosceva il luogo, essendoci già stato la notte prima. Secondo la descrizione dei fatti data da "Valerio", sostanzialmente confermata dal memoriale di Aldo Lampredi, consegnato nel 1972 e pubblicato su "l'Unità" nel 1996, Valerio sarebbe stato l'unico esecutore della fucilazione, alle ore 16:00-16:30 del 28 aprile 1945, davanti al cancello di Villa Belmonte, in località Giulino di Mezzegra.
"Valerio" avrebbe scaricato sull'ex capo del fascismo e sulla Petacci una raffica mortale con il mitra di Michele Moretti – essendosi la sua arma inceppata – e poi inflitto un colpo di grazia sul corpo di Mussolini con la pistola (presumibilmente quella del Lampredi). Nel 2009, tuttavia, i ricercatori Cavalleri, Giannantoni e Cereghino, effettuarono un attento esame dei documenti dei servizi segreti americani degli anni 1945 e 1946, desecretati dall'amministrazione Clinton. Da tale esame è emerso un rapporto datato 30 maggio 1945 dell'agente dell'OSS Valerian Lada-Mokarski, che riferisce una differente versione di fatti, compreso un determinante ruolo rivestito dal "Capitano Neri".
Secondo il rapporto dell'agente segreto statunitense, infatti, la fucilazione sarebbe stata effettuata nel medesimo luogo e alla medesima ora, ma da tre uomini: un "capo partigiano" (secondo gli autori: Aldo Lampredi), un uomo in vestito civile (Walter Audisio), e un uomo in divisa da partigiano, (Michele Moretti). I colpi sparati dal "civile", armato di revolver, avrebbero raggiunto obliquamente Mussolini sulla schiena e, subito dopo, l'uomo in divisa da partigiano gli avrebbe sparato direttamente al petto con un mitra. Poi sarebbe stata la volta della Petacci, raggiunta da diversi colpi al petto. Il rapporto conclude che, in un secondo momento, sarebbe intervenuto un partigiano locale, che gli autori identificano proprio in Luigi Canali, il quale, dopo esser stato fatto avvicinare dal "capo partigiano", avrebbe scaricato due ultimi colpi con la sua pistola sul corpo del duce, che era ancora vivo.
Il rapporto conferma la presenza di Luigi Canali a Giulino di Mezzegra all'ora della fucilazione, così come dichiarato dal comandante "Pedro" in un'intervista al Corriere Lombardo del 1945; spiega inoltre la laconica risposta data dallo stesso Neri, alle ore 18:30 del 28 aprile, alla domanda postagli da Oscar Sforni e Cosimo De Angelis su come fosse finito Mussolini: "Male!".

#### La versione dell'avvocato Alessandro Zanella
Nel 1993 lo storico e avvocato mantovano Alessandro Zanella sostenne che la duplice uccisione di Benito Mussolini e di Clara Petacci sia avvenuta intorno alle ore 5:30 del 28 aprile, in casa De Maria, ad opera di Luigi Canali "Neri", Michele Moretti "Gatti" e Giuseppe Frangi "Lino". Tale versione è frutto dell'attestazione del prof. Cattabeni, in sede di necroscopia del cadavere di Mussolini, in data 30 aprile 1945, relativa all'assenza di residui di cibo nel suo stomaco; da ciò la deduzione di Zanella che il duplice omicidio si sia verificato in orario antimeridiano e non nel pomeriggio.
L'ipotesi è inoltre avvalorata da uno studio prodotto dal dr. Aldo Alessiani, medico giudiziario della magistratura di Roma, nel quale si attesta, in base all'esame delle foto scattate dalle ore 11:00 alle 14:00 circa del 29 aprile sui cadaveri appesi al traliccio di Piazzale Loreto, che Mussolini e la Petacci fossero morti da circa trentasei ore, e cioè ben prima delle ore 16:00 del 28 aprile 1945. Tuttavia nel 2005 Pierluigi Baima Bollone, ordinario di Medicina legale nell'Università di Torino, effettuò un riesame della necroscopia del 1945 sul cadavere dell'ex duce, e uno studio computerizzato sulle fotografie e sulle riprese cinematografiche dei corpi sospesi al traliccio di Piazzale Loreto e sul tavolo dell'obitorio di Milano, sulle armi impiegate e i bossoli rinvenuti, nonché sulle cartelle cliniche di Mussolini in vita.
Tale indagine ha condotto l'anatomopatologo torinese ad affermare che la circostanza della mancanza di cibo nello stomaco di Mussolini non sia determinante in rapporto all'individuazione dell'orario dell'uccisione, in quanto risulta senza ombra di dubbio che il capo del fascismo fosse sofferente di ulcera ed osservasse da anni una dieta tale da permettere al suo stomaco di svuotarsi del cibo in un paio d'ore circa. Inoltre il docente universitario smentisce lo studio del dr. Alessiani – e l'ipotesi Zanella del 1993 - sostenendo che al momento dello scatto delle foto e delle riprese in Piazzale Loreto, la rigidità del corpo dell'ex duce fosse ancora nella fase iniziale, a dimostrazione di un orario del decesso non anteriore alle 16:00-16:30 del giorno precedente, coincidente con quello della versione ufficiale fornita da Luigi Longo e risultante dal rapporto dell'agente dell'OSS, Lada-Mokarski.

### Scomparsa del “Capitano Neri”
Nel tardo pomeriggio del 28 aprile 1945 Canali firma un ordine di consegna temporaneo di tutti i beni recuperati tra quelli in possesso di Mussolini e i gerarchi al momento della cattura (cosiddetto “oro di Dongo”) e inventariati dalla Tuissi, alla Federazione comunista di Como; si oppone con durezza ad un piano, avanzato da alcuni elementi comunisti, di far cadere in un agguato il camion con il carico dei beni – causando l'uccisione dei partigiani di scorta – per incamerare l'intera fortuna al PCI. Il responsabile della Federazione di Como è Dante Gorreri; l'utilizzazione fatta di tali valori è tuttora oggetto di congetture. La sera del 6 maggio 1945 "Neri" confida alla madre di aver ancora “una missione da compiere”. La mattina seguente esce di buon'ora: non tornerà mai più, e il suo corpo non sarà ritrovato.

### Una serie misteriosa di delitti e un processo senza alcun esito
Il 22 giugno successivo "Gianna" parte per Como, e porta con sé la ricevuta del "tesoro" che ha preteso dai capi del Pci la mattina del 29 aprile, dopo aver loro consegnato i pacchi di banconote, oro, monete e gioielli, dopo essere stata diffidata dall'intraprendere ricerche sulla fine dell'ex-comandante "Capitano Neri", nonché minacciata da Dante Gorreri, segretario del PCI di Como, e da Pietro Vergani, comandante delle formazioni partigiane garibaldine della Lombardia, il 23 giugno accetta un passaggio da due "compagni" su una motocicletta rossa. I due le promettono di portarla a vedere il cadavere di Neri. Invece la conducono al Pizzo di Cernobbio e qui la uccidono, gettandone poi il corpo nel lago. Anche il suo corpo non sarà più ritrovato. Il 5 luglio riemerge invece dal lago il corpo di Anna Maria Bianchi, amica e confidente della Tuissi, annegata dopo essere stata torturata e ferita con due colpi di rivoltella. Lo stesso giorno è ritrovato anche il cadavere di uno dei custodi notturni di Mussolini e della Petacci, il partigiano Giuseppe Frangi, detto "Lino", mentre la notte successiva Michele Bianchi, padre di Anna Maria, è ucciso con due colpi alla nuca.
Il 12 dicembre 1949 vengono rinviati a giudizio, tra gli altri: Dante Gorreri in qualità di mandante dell'omicidio del “Capitano Neri” e per aver preso in consegna il cosiddetto “oro di Dongo” e averlo successivamente fatto sparire; Pietro Vergani, per aver disposto l'uccisione del Canali per motivi di odio e di vendetta, e in qualità di mandante degli omicidii della Tuissi e della Bianchi; Domenico Gambaruto, quale esecutore materiale dell'uccisione del “Capitano Neri”; Maurizio Bernasconi "Mirko", per l'uccisione della "Gianna"; Natale Negri ed Ennio Pasquali, per quello della Bianchi. La pubblica accusa, peraltro, non è riuscita ad individuare gli autori dell'omicidio del Frangi e di Michele Bianchi.
Il 29 aprile 1957 si apre presso la Corte d'assise di Padova il processo per la sparizione dell'"oro di Dongo" e i collegati delitti sopra riportati. Il 24 luglio successivo, uno dei giurati è ricoverato in ospedale e il processo è rinviato al 5 agosto. Tra le due date, il giurato ricoverato si "suicida" in ospedale e il processo è rinviato a nuovo ruolo. Non verrà più ripreso.

## Riabilitazione
Solo cinquant'anni dopo Canali verrà riabilitato, quando il segretario dei DS Walter Veltroni nell'aprile 1999 ricevette una lettera dalla famiglia Tuissi che chiedeva di restituire l'onore a Neri e Gianna , lettera a cui fece seguito un carteggio tra Carlo Azeglio Ciampi e le due famiglie in cui veniva riconosciuto il ruolo dei due partigiani nella Resistenza.